# Mohammad Najibullah

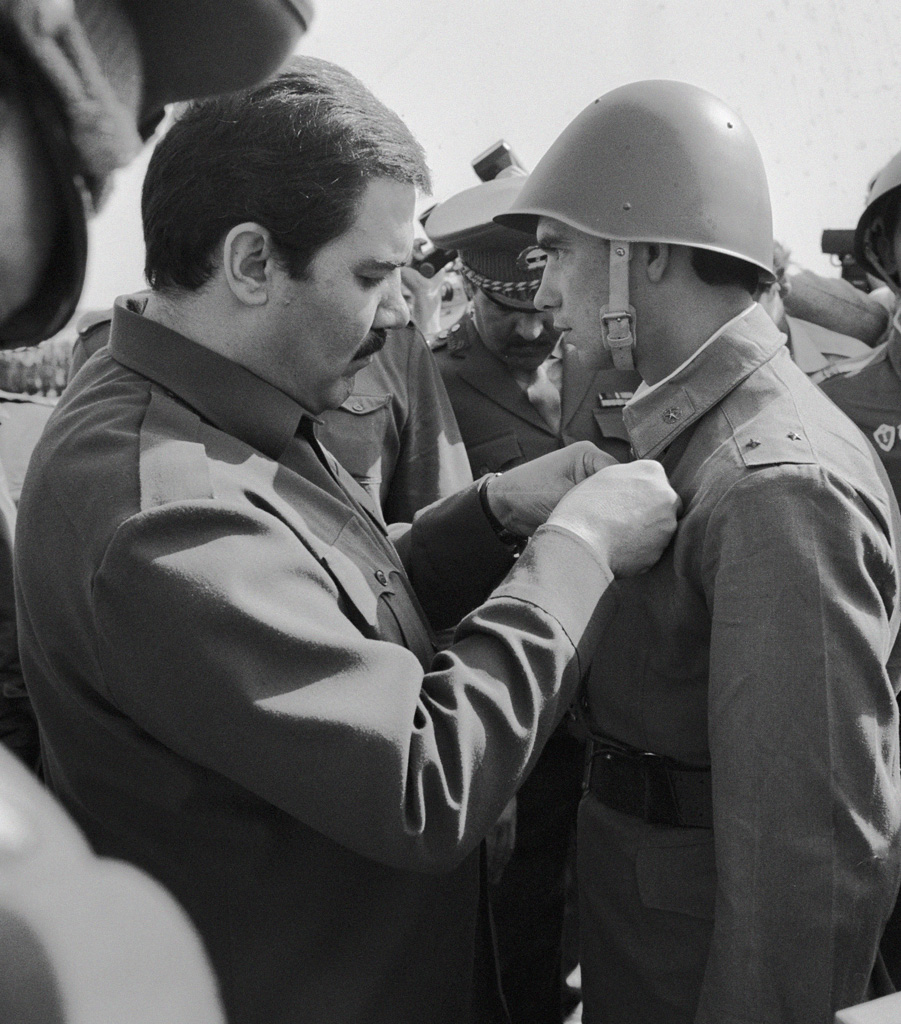
Najibullah condecorant a un soldat

Mohammed Najibullah Ahmadzaï (paixtu: محمد نجیب‌الله) (Gardez, Afganistan, 6 d'agost de 1947 - Kabul, 27 de setembre de 1996) fou el quart i últim president de la República Democràtica de l'Afganistan. Molt discutit al seu país, el doctor Najibullah, com se'l anomenava a l'interior del país, continua sent no obstant això, un personatge clau de la història moderna de l'Afganistan. Comunista ateu per a uns i bon musulmà per altres, Najibullah va intentar reformar el seu país per evitar-li la fallida i la destrucció, sense èxit.

## Els primers anys
Nascut a Gardez d'una família paixtu, freqüenta el liceu Habibia i després la Universitat de Kabul on obté un diploma de metge el 1975. El seu físic li valdrà ulteriorment el sobrenom de « Najib-e-Gaw » (‘Nadjib el Toro’) de part dels seus adversaris. Es va unir aviat al Parcham, una facció del Partit Democràtic Popular de l'Afganistan el 1965, on la figura de proa era llavors la de Babrak Karmal. Najibullah i Massud es coneixen des de la seva més tendra joventut. En efecte, vivien al mateix carrer a Kabul.

## Carrera politica
Des de 1977, Najibullah figura al comitè central del partit i, l'any següent, integra el consell revolucionari. L'altra facció del partit, el Khalq, s'imposa aviat en detriment del Parcham. Najiboullah fou així apartat de les instàncies dirigents, amb un exili daurat com a ambaixador a l'Iran. Objecte de persecució pel «Khalq», com gairebé tots els «parchamis », fou revocat dels seus càrrec i desposseït de la seva nacionalitat afganesa. S'exilia llavors als països de l'est d'Europa i després a la Unió Soviètica.
Torna a Kabul amb els soviètics l'1979/ 1980. Babrak Karmal, a instàncies dels soviètics, el col·loca al cap del Khad, la policia secreta afganesa, on Najibullah és assenyalat com un botxí d'una rara crueltat, i accessòriament com la persona que va ordenar innombrables execucions d'opositors de totes les tendències, ja es tracti de comunistes «khalqis», de « modjaheddin » (resistents islamistes), o de persones simplement considerades crítiques respecte al règim comunista. El seu zel li val de succeir, el maig de 1986, a Babrak Karmal com a cap del règim comunista.

## President de la República (setembre de 1987 - abril de 1992)
El novembre de 1986, Haji Mohammad Chamkani, succeint a Babrak Karmal, esdevingué president interinament. En tant que cap dels serveis secrets, Mohammed Nadjibullah assegura però la realitat del poder. Una nova constitució és adoptada: establiment d'un sistema de partits múltiples, llibertat d'expressió i restabliment de l'islam legal, presidit per una justícia independent. D'aquesta manera, estabilitza la seva posició política de cara a la perspectiva de la retirada de les tropes soviètiques: el 20 de juliol de 1987, la retirada de les tropes soviètiques és en efecte anunciada.
És igualment durant la seva presidència que els èxits soviètics de 1985- 1986 tenen lloc: els camps de mujahidins situats sobre la frontera pakistanèsa són severament tocats, els soviètics llancen igualment grans ofensives a les regions d'Hérat i de Kandahar, deixant en posició difícil als rebels.
El juliol de 1987, Najibullah proposa als rebels una reconciliació nacional oferint-los 20 llocs al consell d'estat, 12 de ministres i el lloc de primer ministre, així com una transformació de l'Afganistan en estat no-alineat islamista. El futur de la policia, de la seguretat, així com dels militars no són mencionades. Però aquesta oferta fou rebutjada moltes vegades pels radicals mentre que els islamistes moderats estaven disposats a acceptar-ho.
Najibullah reorganitza llavors el govern per fer front sol als rebels i llança una campanya de «reconciliació nacional». Una Loya Jirga el designa, el 30 de setembre de 1987, com a cap de l'estat en títol, en substitució de Chamkani, el qual retroba el lloc de vicepresident que ocupava sota Babrak Karmal: la nova constitució entra en vigor el novembre de 1987, el nom del país torna a ser «República de l'Afganistan» i el consell d'Estat és reemplaçat per una assemblea nacional on tots els partits poden accedir (excepte els islamistes). Mir Hussein Shark, home de la societat civil que no pertany a cap partit, és anomenat primer ministre.
El 7 de juny de 1988 Najibullah parla a l'Assemblea General de les Nacions Unides, i proposa un pla de pau per a l'Afganistan.

## Retirada soviètica i guerra civil
Just després de la sortida soviètica, Najibullah remodela el govern que patia una crisi interna, i declara l'estat d'urgència després del segrest d'un ministre; reemplaça tots els ministres sense partits del govern. La Unió soviètica continua ajudant l'Afganistan militarment, econòmicament i subministrant a ajudes urgència en aliments i carburant, per raó d'hiverns rigorosos, (el 1989 i 1990) comportant pèrdues de collites.
Una gran part de l'equip militar que pertany a les unitats soviètiques que evacuen Europa de l'est és enviada a l'Afganistan, amb un proveïment segur; l'exèrcit de l'aire afganès, que havia desenvolupat una tàctica reduint al mínim l'amenaça dels míssils FIM-92 Stinger, desanima els atacs de massa contra les ciutats. Míssils de mitjà abast, en particular els Scuds, foren llançats amb èxit des de Kabul per a la defensa de Jalalabad, a 235 quilòmetres de distància.
La victòria de Jalalabad restableix clarament l'esperit del govern de Kabul. El seu exèrcit prova que és capaç de combatre eficaçment al costat de les tropes ja nregades de les forces especials soviètiques, qualificades de forces de seguretat. Les defeccions disminueixen clarament quan es va fer evident que la resistència estava en desordre total, sense possibilitat per a ella de considerar una victòria ràpida.
El suport soviètic ateny un valor de 3000 milions de dòlars anualment el 1990. Kabul ha guanyat una victòria que ensenya les febleses dels mujahidins, política i militar. El govern de Najibullah sobreviu durant encara dos anys. Llavors, les divisions en els seus propis rangs, incloent-hi la defecció del general Abdul Rashid Dostum debiliten la resistència del govern.
El març de 1990, el seu govern resisteix a un cop d'estat del Khalk, dirigit pel ministre de defensa Shahnawaz Tanai. Gulbuddin Hekmatyar era un dels principals defensors del cop d'estat. Najibullah treballa en un compromís per acabar la guerra civil amb Ahmad Shah Massud, sostingut per les Nacions unides però les discussions van fracassar i el govern va caure. El 1992, Najibullah va acceptar un govern transitori. Anuncia igualment que un parlament pluripartidista seria establert «en alguns mesos», sobre la base « d'eleccions lliures i democràtiques».
Mohammed Nadjibullah anuncia la possibilitat d'una dimissió des del 18 de març de 1992 per tal de permetre la instal·lació d'un govern interí; el 16 d'abril de 1992 fou posat en minoria pel seu propi partit i forçat a dimitir de resultes de la pèrdua de la base aèria de Bagram així com de la ciutat de Charikar, preses pels rebels de la Jamiat-i Islam. En el transcurs del mes d'abril de 1992, el règim s'esfondra sota la pressió dels rebels, i les reserves de municions i d'armes considerables que Najibullah havia conservat, serviran després durant la guerra civil entre els mujahidins i els talibans. Durant l'hivern de 1992, Kabul, privada d'ajuda soviètica (l'URSS havia desaparegut i Najibullah havia dimitit), es troba sense carburant ni aliments.

## Caiguda de Kabul
El 17 d'abril de 1992, Kabul cau a les mans dels mujahidins. Najibullah intenta fugir de Kabul cap a Moscou però li va impedir Abdul Rashid Dostum; va trobar refugi a l'edifici de les Nacions unides a Kabul, on es queda en detenció virtual fins a 1996.

## Presa de Kabul pels talibans, assassinat de Nadjibullah
Poc abans de la caiguda de Kabul a mans dels talibans, un informe de les Nacions unides es feia ressò de la situació alarmant en la qual es trobava el president Najibullah.
El dia de la presa de Sarobi pels talibans, Najibullah envia un missatge d'angoixa a les Nacions unides a Islamabad, demanant-los que l'evacuïn de Kabul amb el seu germà Shahpur Ahmadzai, i als seus companys. Però l'ONU no respon a causa del fet que el seu missatge fou interceptat pels serveis especials pakistanesos favorables als talibans. La dona de Nadjibullah, Fataba, i les seves tres noies, s'havien refugiat a Nova Delhi. Ahmad Shah Massud havia proposat al president Najibullah d'evacuar-lo, però ho havia refusat, segur de la protecció de les Nacions unides. Massud, llavors cap de les forces armades, hauria demanat a Najibullah que seguís els mujahidin en la seva retirada cap al nord, assegurant-li el pas cap a un país de l'antiga Unió Siviètica, però Najibullah s'hi hauria negat.
Najibullah va enviar un darrer missatge desesperat via la ràdio de l'ONU, però és massa tard: un comando especial talibà de cinc homes, sota els ordres del mullah Abdul Razak, cap militar dels talibans, havia estat designat per suprimir-lo. Najibullah és arrossegat fora de l'immoble de les Nacions Unides, així com el seu germà i els seus companys. Els talibans el torturen, l'obliguen a signar papers vinculats a la línia Durand (delimitant la frontera entre l'Afganistan i el Pakistan), després Najibullah i el seu germà foren transportats al palau presidencial, de nou torturats i després assassinats. Per acabar els talibans suspengueren els seus cossos als pilars de senyalitzacions just fora del Palau allà on abans havia criticat el Pakistan per a la seva intervenció en la guerra afganesa a poca distància de la seu de les Nacions Unides a Kabul.
El mullah Mohammed Rabbani (cap vincle de parentiu amb el president enderrocat Rabbani), designat al capdavant del consell suprem a Kabul declara que Mohammed Nadjibullah ha estat condemnat a mort per haver estat comunista i homicida i li prohibeix un enterrament religiós. El seu cos és portat a Gardiz (província de Paktia), on havia nascut, per ser-hi inhumat.
Res s'havia fet per salvar-lo. La comunitat internacional en el seu conjunt, i més particularment els països musulmans, condemnaren fermament l'assassinat de Najibullah, i l'ONU expressava la seva desesperació en una relació del consell de seguretat després del seu assassinat. Resolucions foren adoptades en contra del govern talibà de resultes de la seva execució.